# Systema teleion ametabolon

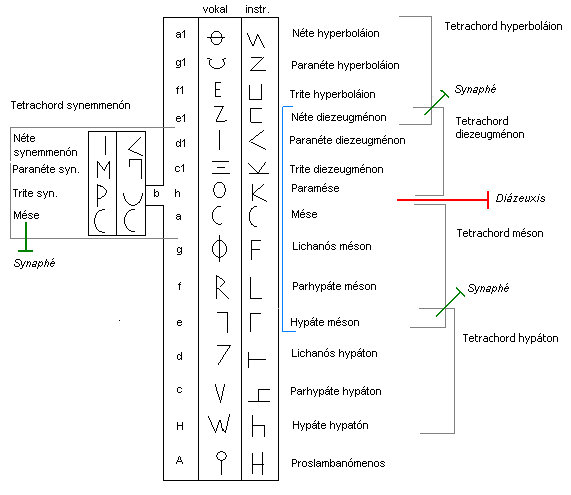
Vyobrazení starořeckého tónového systému

Systema teleion ametabolon, (řecky συστεμα τελειον αμεταβολον), neboli velký neměnný (tonální) systém, je soustava hudebních stupnic, který vznikl ve starém Řecku a rozvíjel se přibližně od přelomu 5. a trval do 3. století př. n. l. V tomto časovém úseku se rozvinul pentatonický a heptatonický systém. 

## Popis
V systema téleion je možné vytvořit různé stupnice, které mohou být dále vokálně či instrumentálně zpracovávány. Staří Řekové k tomu používali tři tóniny. Tetrachordy byly v systema teleion spojeny do jediné dvouoktávové podoby, kdy tvořily základní diatonické stupnice. Jako ústřední oktáva sloužila škála e'–e, která se nazývala dórská. Ta byla považována za nejvhodnější pro zpěv i instrumentaci. Skládá se ze dvou tetrachordů se stejnou strukturou: celý tón–celý tón–půltón (1-1-½; e-d-c-h/a-g-f-e). Zde je podstatné, že stupnice a tetrachordy byly používány sestupně, zatímco v Evropě se již od středověku používají stupnice výhradně vzestupné. Teoretici, jako např. Archytas, pro poslední tónový krok každého tetrachordu používali jeden malý krok (půltón).

## Dějiny
Poprvé byla tato problematika souhrnně sepsána v pojednání „Dělení monochordu“ (řecky „Katatomé kanonos“, latinsky: „Sectio canonis“), která je přičítána Euklidovi Alexandrijskému (jeho autorství ovšem není jisté).
Přibližně ve stejnou dobu (na konci 4. století př. n. l.) se svým pojednáním přichází rovněž Aristoxenos Tarentský, které se však dochovalo jen částečně, resp. díky předávání informací ve spisech pozdějších autorů.
Systema teleion ametabolon je složený ze dvou dílčích systémů - velkého dokonalého a malého dokonalého systému.